# Unterfranken
Unterfranken er både et Bezirk og et Regierungsbezirk i den tyske delstat Bayern. Administrationsby for både bezirk regierungsbezirk er Würzburg.
Unterfranken ligger i den nordvestlige del af delstatenog grænser i syd og vest til delstaterne Baden-Württemberg og Hessen, mod nor til Thüringen og mod øst til de bayererske regierungsbezirke Oberfranken og Mittelfranken.
Floden Main løber gennem Unterfranken, hvorfor omådet af de lokale, ofte kaldes Mainfranken.

## Inddeling
Regierungsbezirk Unterfranken omfatter tre Kreisfrie byer og ni landkreise:

### Kreisfrie byer
- Aschaffenburg
- Schweinfurt
- Würzburg

### Landkreise
- Landkreis Aschaffenburg
- Landkreis Bad Kissingen
- Landkreis Haßberge
- Landkreis Kitzingen
- Landkreis Main-Spessart
- Landkreis Miltenberg
- Landkreis Rhön-Grabfeld
- Landkreis Schweinfurt
- Landkreis Würzburg

Landkreis Haßberge hed i en periode fra sin oprettelse 1. juli 1972 og frem til 30. april 1973 Haßberg-Kreis. Landkreis Main-Spessart hed i samme periode Landkreis Mittelmain, mens Landkreis Rhön-Grabfeld hed Landkreis Bad Neustadt a. d. Saale.